# Josef Durdík
Josef Durdík (Hořice, 16 d'octubre de 1837 - Praga, 30 de juny de 1902) fou un filòsof, psicòleg, esteticista, traductor, crític literari txec i membre de l'Assemblea Provincial Txeca. Va crear la terminologia filosòfica en txec.